# Blind Lemon Jefferson
Pour les articles homonymes, voir Lemon, Jefferson et Blind.
 (avril 2018).
Si vous disposez d'ouvrages ou d'articles de référence ou si vous connaissez des sites web de qualité traitant du thème abordé ici, merci de compléter l'article en donnant les références utiles à sa vérifiabilité et en les liant à la section « Notes et références ».
Lemon Henry Jefferson, dit Blind Lemon Jefferson, né le 24 septembre 1893 à Coutchman au Texas et mort le 19 décembre 1929 à Chicago, est un chanteur et guitariste de blues américain. Il reste un des chanteurs de blues les plus populaires des années 1920. En tout, sa carrière en studio ne dépasse pas trois ans.

## Biographie

### Débuts
Lemon Henry Jefferson est né à Coutchman au Texas, près de Wortham. On a longtemps cru qu'il était né en 1897, mais des recherches menées un siècle plus tard révèlent un recensement sur lequel sa naissance est précisée le 24 septembre 1893. Ses parents, Alec and Clarissy Banks Jefferson, sont métayers.
De la même façon, les historiens ne sont pas d'accord sur la cécité de Jefferson. En effet, certains pensent qu'il est né aveugle alors que pour les autres, sa vue s'est dégradée avec le temps pour des raisons inconnues. Cette ambiguïté repose sur son surnom Blind Lemon que l'on peut traduire par aveugle défaillant.
Encore adolescent, vers 1912, Jefferson commence à vivre de la musique en se produisant à la guitare lors des pique-niques ou à des fêtes. Il joue également dans les rues de plusieurs villes du Texas, et régulièrement à Dallas à l'angle de Elm Street et de Central Avenue. Sur ses débuts, son cousin Alec Jefferson écrira : « Ils étaient désagréables et grossiers. Les hommes prostituaient les femmes et faisaient de la contrebande d'alcool pendant que Lemon chantait pour eux durant toute la nuit. Il commençait vers 20h et continuait jusqu'à 4h du matin. » En 1917, installé à Dallas pour de bon, se marie et se produit avec Leadbelly jusqu'à l'incarcération de celui-ci pour la mort de l'un des membres de sa famille. En 1920, il rencontre Son House qui l'encourage à continuer. Seul, il continue ses concerts, et gagne assez d'argent pour faire un enfant - cette paternité est sujette à débats également. Vers la fin de l’année 1925, la maison de disques Paramount Records entre en contact avec lui.

### Premiers enregistrements
Vers décembre 1925 ou janvier 1926, il est amené à Chicago dans l'Illinois pour enregistrer son premier morceau. Ses deux premiers enregistrements sont les gospels I Want to be like Jesus in my Heart et All I Want is that Pure Religion, sortis sous le pseudonyme de Deacon L. J. Battes.
En mars 1926, il participe à une deuxième session d'enregistrement. Ce premier disque sous son véritable nom contient les succès Booster Blues et Dry Southern Blues ce qui mène à la sortie des deux autres chansons de cette session : Got the Blues et Long Lonesome Blues.
Entre 1926 et 1929, il enregistre une centaine de morceaux : 43 sont publiés dont 42 pour Paramount Records. Malheureusement, les techniques de studio et la qualité des enregistrements de Paramount Records sont trop rudimentaires. Ceci amène Paramount à réenregistrer, en mai 1926, les succès de Jefferson Got the Blues et Long Lonesome Blues dans les installations des laboratoires Marsh (en). Les différentes versions apparaissent d'ailleurs sur différentes compilations et peuvent ainsi encore être comparées. Les enregistrements de mauvaise qualité se vendirent aussi bien que le reste, et certaines ventes allèrent jusque 100000 copies, des ventes qui firent croitre davantage le succès de Blind.

### Succès

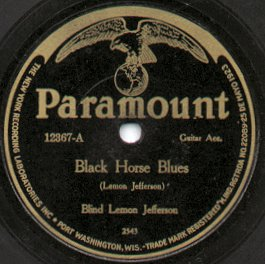
Label Paramount d'un enregistrement de Blind Lemon Jefferson datant de 1926.

C'est en grande partie grâce à la popularité d'artistes tels que Blind Lemon Jefferson et ses contemporains comme Blind Blake et Ma Rainey que Paramount devient le premier label de blues des années 1920.
Les revenus de Jefferson augmentant, il se permet d'acheter une voiture avec chauffeur (bien qu'il reste également un débat sur ce point précis). Mayo Williams (en), prospecteur de talents musicaux et lien de Paramount avec la communauté noire, lui procure une Ford « dépassant les 700 dollars », une compensation fréquente pour les droits d'enregistrement à cette époque.
Apparemment toujours mécontent de ses redevances, bien que Williams rapporte que le compte en banque de Jefferson dépassait les 1 500 dollars, il quitte Paramount pour Okeh Records en 1927 entrainé par Williams. OKeh enregistre et publie rapidement les morceaux Matchbox Blues et Black Snake Moan (en), ce qui restera son seul enregistrement pour ce label (certainement à cause d'obligations contractuelles avec Paramount).
Quand il revient chez Paramount quelques mois plus tard, Matchbox Blues est devenu un tel succès que Paramount le réenregistre et en sort deux nouvelles versions. Encore une fois, les enregistrements de Paramount ne tiennent pas la comparaison par rapport à la version de OKeh.
En 1927, Jefferson sort un autre de ses classiques, See That My Grave is Kept Clean (en) (encore une fois sous le pseudonyme Deacon L. J. Battes) accompagné de deux autres chansons étonnamment spirituelles, He Arose from the Dead et Where Shall I Be. See That My Grave is Kept Clean est un tel succès qu'elle est réenregistrée et republiée en 1928.
L'ensemble de ses enregistrements a été ré-édité par Document Records.

### Mort
Jefferson meurt sans un sou à Chicago en décembre 1929. La cause exacte de sa mort reste inconnue. Les rumeurs parlent d'un empoisonnement de son café, certaines sources parlent d'un empoisonnement - notamment par une amante jalouse et d'une crise cardiaque causée par l’attaque d'un chien, mais un scénario plus probable semble être une crise cardiaque après que Jefferson s'est perdu au cours d'une tempête de neige.
Paramount Records paye le retour de son corps en train vers le Texas, accompagné du pianiste Will Ezell. Jefferson est enterré au Wortham Negro Cemetery (devenu le Wortham Black Cemetery). Sa tombe reste vierge et inconnue jusqu'en 1967, date à laquelle un marqueur est érigé à proximité, l'endroit précis étant inconnu. En 1996, le cimetière et la marque étaient en très mauvais état. Une pierre tombale en granite fut donc mise en place en 1997. En 2007, le cimetière est renommé Blind Lemon Memorial Cemetery par la ville de Wortham.

## Style
Jefferson a un jeu de guitare rapide et complexe, associé à une voix particulièrement haute.
Il est un des pionniers du Texas blues et une grande influence pour la génération de chanteurs et de guitariste de blues qui suivra notamment Leadbelly et Lightnin' Hopkins.
Jefferson est également célèbre pour avoir beaucoup voyagé pour l'époque notamment dans le sud des États-Unis ce qui entraîne une relative difficulté à catégoriser sa musique. Il s'affranchissait en effet des conventions musicales, modifiant ses riffs et ses rythmes et chantant des textes complexes et expressifs d'une manière exceptionnelle pour un « simple chanteur de country blues » de l'époque.
Il est l'auteur de nombreux thèmes comme, See That My Grave is Kept Clean, que reprendront plus tard d'autres musiciens. Un autre de ses morceaux, Matchbox Blues, fut enregistré 30 ans plus tard par les Beatles dans une version rockabilly créditée à Carl Perkins, qui lui-même n'avait pas mentionné Jefferson dans sa version de 1956.
Le chanteur français Francis Cabrel fait référence à Blind Lemon Jefferson dans sa chanson Cent Ans de plus sur son disque Hors-Saison de 1999. Cabrel cite Patton comme une de ses principales influences blues, avec aussi Son House, Robert Johnson, Howlin' Wolf, Blind Blake, Willie Dixon et Ma Rainey.
Blind Lemon Jefferson entre au Blues Hall of Fame en 1980.

## Anecdotes
En même temps que sa célébrité grandissait, les rumeurs concernant sa vie prenaient également de l'ampleur en faisant souvent intervenir l'auteur de celles-ci.
T-Bone Walker affirma qu'enfant, il fut employé par Jefferson pour le diriger dans les rues de Dallas. À cette époque il aurait en effet eu l'âge approprié.
Un employé de Paramount raconta au biographe, Orrin Keepnews, que Jefferson était un coureur de jupons, alcoolique et débraillé alors que le voisin de Jefferson à Chicago, Romeo Nelson, le décrivait comme chaleureux et cordial. Il est vrai que l'un n'empêche pas l'autre. De même, le chanteur, Rubin Lacey assurait que Jefferson refusait toujours de jouer le dimanche « même si vous me donnez 200 dollars ».
On suppose également qu'il a gagné sa vie comme lutteur avant son succès musical, ce qui serait une preuve qu'il n'était pas aveugle à cette époque.
Enfin, son nom serait à l'origine du nom du groupe Jefferson Airplane.

## Discographie complète

### Compilations
- Bad Luck Blues[4] chez Night Records en 2018.

### Singles enregistrés en 1925
- I Want to Be Like Jesus in My Heart
- All I Want Is That Pure Religion

### Singles enregistrés en 1926
- Got the Blues
- Long Lonesome Blues
- Booster Blues
- Dry Southern Blues
- Black Horse Blues
- Corinna Blues
- Got the Blues
- Jack O'Diamonds
- Chock House Blues
- Beggin' Back
- Old Rounders Blues
- Stocking Feet Blues
- Black Snake Moan
- Wartime Blues
- Shuckin' Sugar Blues
- Booger Rooger Blues
- Rabbit Foot Blues
- Bad Luck Blues[4] chez Night records (sorti pour la première fois en 2006)

### Singles enregistrés en 1927
- Black Snake Moan (80523)
- Match Box Blues
- Easy Rider Blues
- Rising High Water Blues
- Weary Dogs Blues
- Right of Way Blues
- Teddy Bear Blues (Take 2)
- Black Snake Dream Blues
- Hot Dogs
- Struck Sorrow Blues
- Rambler Blues
- Cinch Bug Blues
- Deceitful Brownskin Blues
- Sunshine Special
- Gone Dead on Your Blues
- See That My Grave Is Kept Clean (20074)
- One Dime Blues
- Lonesome House Blues

### Singles enregistrés en 1928
- Penitentiary Blues
- 'Lectric Chair Blues
- Worried Blues
- Mean Jumper Blues
- Balky Mule Blues
- Change My Luck Blues
- Prison Cell Blues
- Cannon Ball Moan
- Long Lastin' Lovin'
- Piney Woods Money Mama
- Low Down Mojo Blues
- Competition Bed Blues
- Lock Step Blues
- Hangman's Blues
- Sad News Blues
- How Long How Long
- Christmas Eve Blues
- Happy New Année Blues
- Maltese Cat Blues
- D.B. Blues

### Singles enregistrés en 1929
- Eagle Eyed Mama
- Dynamite Blues
- Disgusted Blues
- Peach Orchard Mama
- Oil Well Blues
- Tin Cup Blues
- Saturday Night Spender Blues
- Black Snake Moan #2
- Bed Springs Blues
- Yo, Yo Blues
- Mosquito Moan
- Southern Woman Blues
- Bakershop Blues
- Pneumonia Blues
- Long Distance Moan
- That Crawlin' Baby Blues
- Fence Breakin' Yellin' Blues
- Cat Man Blues
- The Cheaters Spell
- Bootin' Me 'Bout